# Donetsk
Donetsk (UK [dɒˈnjɛtsk] don-YETSK, US [dəˈn(j)ɛtsk] də-N(Y)ETSK; em ucraniano:  Донецьк [doˈnɛtsʲk] (escutarⓘ); em russo:  Донецк [dɐˈnʲetsk] (escutarⓘ)), anteriormente conhecida como Aleksandrovka, Yuzivka (ou Hughesovka), Stalin e Stalino, é uma cidade industrial da Ucrânia localizada no rio Kalmius no Oblast de Donetsk. Sua população foi estimada em 2022 por volta de 901 645, com mais de 2 milhões de habitantes na sua área metropolitana (2011). Segundo o censo de 2001, Donetsk era a quinta maior cidade ucraniana.
Administrativamente, a cidade de Donetsk tem sido o centro administrativo do Oblast de Donetsk, enquanto historicamente, é a capital não oficial e a maior cidade da maior região econômica e cultural da Bacia do Donets (Donbas). Donetsk é adjacente a outra grande cidade, Makiivka, e junto com outras cidades vizinhas forma uma grande expansão urbana e conurbação na região. Donetsk tem sido um importante centro econômico, industrial e científico da Ucrânia, com alta concentração de indústrias pesadas e mão de obra qualificada. A densidade de indústrias pesadas (predominantemente produção de aço, indústria química e mineração de carvão) determinou a situação ecológica desafiadora da cidade. Em 2012, um relatório da ONU classificou Donetsk entre as cidades com mais altos índices de despovoamento do mundo. A cidade recebeu seu nome em 1961 e continua sendo um centro de mineração de carvão e de indústria siderúrgica.
Desde abril de 2014, Donetsk e seus arredores têm sido um dos principais palcos de grandes combates durante a Guerra Russo-Ucraniana, enquanto as forças separatistas pró-Rússia lutam contra as forças militares ucranianas pelo controle da cidade e arredores. Durante a guerra, a cidade de Donetsk foi administrada pela liderança separatista pró-Rússia como o centro da República Popular de Donetsk (RPD), com territórios periféricos da região divididos entre os dois lados. O Aeroporto Internacional de Donetsk tornou-se o epicentro da guerra em 2014, com uma batalha intensa de quase um ano.
Atualmente, a Rússia controla militarmente a cidade por completo, com as forças ucranianas e russas ainda em combate a alguma distância da cidade, no Oblast de Donetsk.

## História
Um dos primeiros assentamentos de mineração no território de Donetsk foi Aleksandrovoca. A existência da sloboda (vila) cossaca de Aleksandrovoca na área é atestada em 1779, como uma região de mineração de carvão.
A cidade de Donetsk foi fundada em 1869 quando o empresário galês John Hughes contruiu uma metalúrgica e comprou várias minas de carvão nos arredores de Aleksandrovoca. A vila dos trabalhadores da fábrica se fundiu com a vila cossaca de Aleksandrovoca e o local foi renomeado como Hughesovo ou Yuzovo e, mais tarde, Yuzovka. Em seu período inicial, recebeu imigrantes do País de Gales, especialmente da cidade de Merthyr Tydfil. No início do século XX, Yuzovka tinha aproximadamente 50 000 habitantes, alcançando o status de cidade em 1917. À época, o principal distrito de Yuzovka era chamado de Colônia Inglesa, e a origem britânica da cidade se refletia em sua organização espacial e arquitetura.

### Perídodo soviético
Quando a Guerra Civil Russa estourou, Yuzovka fazia parte da República Socialista Soviética de Donetsk-Krivoi Rog desde sua declaração de independência em 12 de fevereiro de 1918. A República foi dissolvida no 2º Congresso dos Sovietes de Toda a Ucrânia em 20 de março de 1918, quando a República Soviética da Ucrânia foi declarada. Como a última não conseguiu o reconhecimento, nem internacionalmente nem da República Socialista Federativa Soviética da Rússia, foi abolida pelo Tratado de Brest-Litovski.
Em 1924, sob o domínio soviético, o nome da cidade foi alterado para Stalin. Naquele ano, a população da cidade totalizou 63 708, e no ano seguinte, 80.085. Em 1929-31 o nome da cidade foi mudado para Stalino. A cidade não tinha um sistema de água potável até 1931, quando um sistema de 55,3 km foi colocado no subsolo. Em julho de 1933, a cidade tornou-se o centro administrativo do Oblast Donetisiano da República Socialista Soviética da Ucrânia. Em 1933, o primeiro sistema de esgoto de 12 km foi instalado, e a rede de gás chegou a cidade no ano seguinte.
No início da Segunda Guerra Mundial, a população de Stalino era de 507 000; após a guerra, 175 000. A invasão da Alemanha Nazista destruiu quase completamente a cidade. Foi ocupada por forças alemãs e italianas como parte do Comissariado do Reich Ucrânia entre 16 de outubro de 1941 e 5 de setembro de 1943. Foi reconstruída em grande escala após a guerra.
Durante a segunda onda de desestalinização de Nikita Khrushchov em novembro de 1961, a cidade foi renomeada como Donetsk, em homenagem ao rio Donets, um afluente do Dom.
Em 1965, a Academia de Ciências de Donetsk foi estabelecida como parte da Academia de Ciências da República Socialista Soviética da Ucrânia.

### Ucrânia independente
Depois de passar por um momento difícil na década de 1990, quando era o centro das conflitos de gangues pelo controle das atividades econômicas locais, Donetsk se modernizou rapidamente, em grande parte sob a influência de grandes empresas.
Em 1994, um referendo ocorreu no Oblast de Donetsk e no Oblast de Luhansk, com cerca de 90% apoiando que a língua russa ganhasse status de língua oficial ao lado da ucraniana, e para a língua russa ser uma língua oficial em nível regional; no entanto, o referendo foi anulado pelo governo ucraniano.
Nas décadas de 1990 e 2000, centenas foram mortos em colapsos de minas de carvão em Donetsk e na região. Estes eventos são chamados coletivamente de colapsos das minas de carvão da Ucrânia, que incluíram o desastre da mina Zasyadko em 2007 e o desastre da mina Zasyadko em 2015. Tais acidentes de mineração advém dos afrouxamento das normas de segurança após o colapso soviético como justificativa de contenção de custos.
No período em questão Donetsk ficou conhecida pela forte conexão da máfia com a oligarquia econômica local, além de uma crescente taxa de pobreza. Previsões alertaram para um colapso de longo prazo da economia de Donetsk; e que poderia compartilhar o destino sombrio de Detroit, devido ao seu fracasso em combater o crime e erradicar a pobreza e a desigualdade socioeconômica.

### República Popular de Donetsk (2014–presente)
Depois que o presidente Víktor Yanukóvytch fugiu da Ucrânia para buscar asilo na Rússia, ativistas pró-Russia assumiram o edifício da administração estatal do Oblast de Donetsk, o principal prédio do governo, em Donetsk. A polícia não ofereceu resistência. No final da semana, as autoridades de Donetsk não permitiram um referendo sobre o status da região e a polícia retomou o edifício. Donetsk tornou-se um dos centros do conflito pró-Rússia em 2014 na Ucrânia.
Em 7 de abril de 2014, ativistas pró-Rússia tomaram o controle da administração estatal de Donetsk e declararam a criação da "República Popular de Donetsk", pedindo a intervenção russa para garantir a soberania donetisquense.
Em 11 de maio de 2014, um referendo sobre o status de Donetsk foi realizado, no qual os eleitores podiam escolher a independência política. Foi afirmado pelo chefe da autoproclamada comissão eleitoral da República Popular de Donetsk, Roman Lyagin, que quase 90% dos que votaram na região de Donetsk endossaram a independência política de Kiev. A Ucrânia não reconhece o referendo, enquanto a União Europeia e os Estados Unidos disseram que os referendos eram ilegais.
Pesados bombardeios do Exército ucraniano e unidades paramilitares causaram mortes de civis em Donetsk. A Human Rights Watch pediu a ambas as facções em conflito que parem de usar os mísseis não guiados BM-21 Grad em áreas povoadas e disse que o uso desses sistemas de armas era uma violação das leis humanitárias internacionais e poderia constituir um crime de guerra. Também pediu aos insurgentes que evitem instalar-se em áreas densamente povoadas.
O Campeonato Mundial de Hóquei no Gelo de 2015, Divisão I, Grupo A, estava agendado para 18 a 24 de abril de 2015 em Donetsk, mas a Ucrânia se retirou como anfitriã devido ao conflito em curso no país. Em vez de Donetsk, o torneio foi organizado em Cracóvia, Polônia. Eventualmente, a Ucrânia co-organizou o Campeonato Mundial de Hóquei no Gelo, Divisão I, novamente Grupo A, mas em sua capital, Kiev.
Em outubro de 2022, após a promoção de referendo organizado pelas autoridades da República Popular de Donestk, onde a população se mostrou amplamente favorável, em processo não reconhecido pela ONU, a região foi anexada pelo governo russo. A maioria da comunidade internacional também não reconheceu a anexação russa da região.

## Geografia
Localiza-se nas margens do rio Calmius, na bacia carbonífera de Donets.

### Demografia
A população de Donetsk, ao contrário do que acontece nas zonas ocidentais da Ucrânia, é maioritariamente de língua russa.

## Infraestrutura
A cidade dispõe do Aeroporto Internacional de Donetsk.

### Educação
Algumas das universidades mais prestigiadas da Ucrânia e da República Popular de Donetsk têm sua sede em Donetsk. Localiza-se na cidade os campi principal da Universidade Técnica Nacional de Donetsk, da Universidade Nacional de Donetsk, da Universidade Médica Nacional de Donetsk, da Universidade Islâmica Ucraniana e da Academia Estatal de Música Prokofiev Donetsk.

## Cultura e lazer

### Desportos
Donetsk é a casa do Shakhtar Donetsk, popular clube de futebol europeu. O Shakhtar, porém, deixou de sediar-se em Donetsk desde 2014, passando a ser um clube de Kiev. Além do Shakhtar, a cidade possui outro clube, menos famoso no cenário europeu, o Metalurg Donetsk.[carece de fontes?]